# Novoivanivka, Orihiv
Novoivanivka (în ucraineană Новоіванівка) este localitatea de reședință a comunei Novoivanivka din raionul Orihiv, regiunea Zaporijjea, Ucraina.

## Demografie
Componența lingvistică a localității Novoivanivka
     Ucraineană (92,21%)
     Rusă (6,93%)
     Alte limbi (0,24%)
Conform recensământului din 2001, majoritatea populației localității Novoivanivka era vorbitoare de ucraineană (92,21%), existând în minoritate și vorbitori de rusă (6,93%).